# 20 Exchange Place
20 Exchange Place ist ein 57-stöckiger Wolkenkratzer in New York City, der im Jahr 1931 fertiggestellt wurde. Das Bauwerk befindet sich in Lower Manhattan im Financial District unweit der New Yorker Börse. Der Name des Wohnhochhauses leitet sich von seiner Adresse ab.

## Beschreibung
Die Bauarbeiten am Gebäude begannen im Jahr 1930 und konnten durch den Einsatz von rund 5000 Bauarbeitern bereits nach einem Jahr beendet werden. Entworfen wurde es vom Architekturbüro Cross and Cross im für die 1930er Jahre typischen Baustil des Art déco für die City Bank–Farmers Trust Company (heute Citigroup). Die Eröffnung des damaligen Büroturms fand am 21. Februar 1931 statt.
Das 20 Exchange Place hat 57 Stockwerke und ist 225,9 Meter (741 Fuß) hoch, Nach seiner Vollendung war das Gebäude kurzzeitig das fünfthöchste Hochhaus in New York City. Angedacht waren ursprünglich 66 Etagen und eine Höhe von 258 Meter (846,4 Fuß), womit es das 241 Meter hohe Woolworth Building aus dem Jahr 1913 als höchstes Gebäude der Welt abgelöst hätte. Nachdem aber 1931 in New York noch viel höhere Gebäude wie das Empire State Building mit 381 Metern oder das 319 Meter hohe Chrysler Building entstanden und einerseits der Weltrekord so nicht mehr erreichbar war und es andererseits Finanzschwierigkeiten wegen des Börsencrash von 1929 gab, wurde die Höhe auf 226 Meter reduziert.
Das Gebäude besitzt einen 21-stöckigen Sockel mit drei Rücksprüngen, der einen ganzen fünfeckigen unregelmäßigen Stadtblock einnimmt. Dieser ist begrenzt von der Exchange Place, der William Street, der Beaver Street und der Hanover Street. Über dem Sockel erhebt sich gut sichtbar in der Skyline von Downtown Manhattan ein schlanker achteckiger 36-stöckiger Turm mit vier langen und vier kurzen Seiten und einer zweistöckigen Krone. Der Wolkenkratzer hat einen Stahlrahmen und eine Fassade aus Granit und Kalkstein. Am Sockel erheben sich riesige Pfeiler zu 14 freistehenden Heldenfiguren, die angeblich die „Giganten der Finanzen“ darstellen. Sieben der Riesen lächeln und sieben runzeln die Stirn, was das Auf und Ab der Finanzmärkte darstellen soll.
Das Gebäude besaß in seiner Geschichte mehrere Namen: City Bank Farmers Trust Building (1931–1955), First National City Bank of New York (1955–1956) und Citibank Building (1956–1979). Am 25. Juni 1996 hat die Landmarks Preservation Commission der Stadt New York das Hochhaus unter Denkmalschutz gestellt. Ende 1997 wurde das Gebäude an ein Joint Venture zwischen der Witkoff Group und Kamran Hakim verkauft, die die obersten Stockwerke in Wohnraum umwandelten. 2004 erwarben Yaron (Ronny) Bruckner und Nathan Berman für 152 Millionen US-Dollar das Gebäude. DTH Capital, ein Joint Venture zwischen der Eastbridge Group (Bruckner) und der AG Real Estate (Berman) als neuer Besitzer, wandelte in drei Etappen von 2008 bis 2015 den Wolkenkratzer komplett in ein Wohngebäude mit 762 Apartments um.

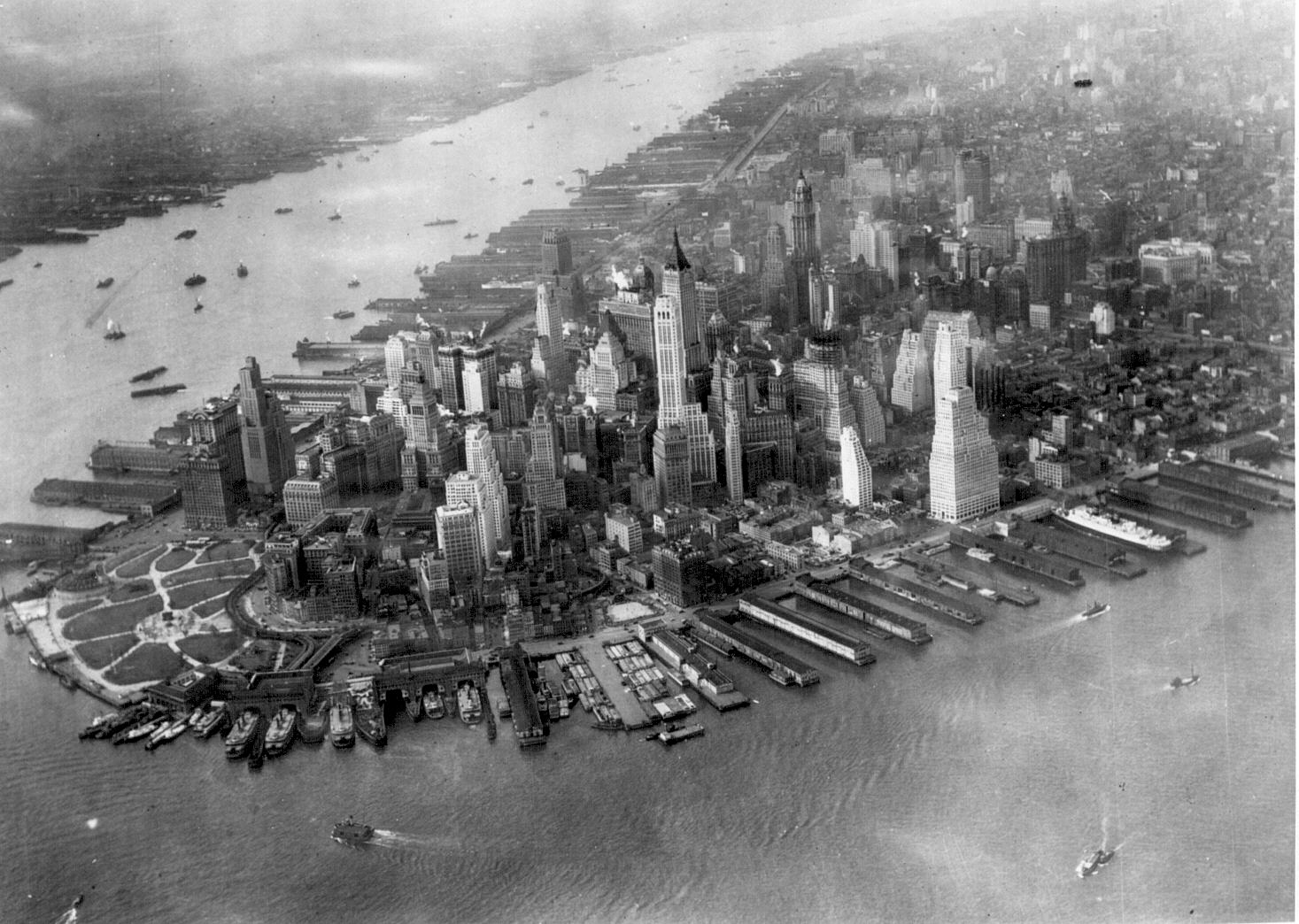
Luftbild des Financial District, 20 Exchange Place rechts der Bildmitte (1931)
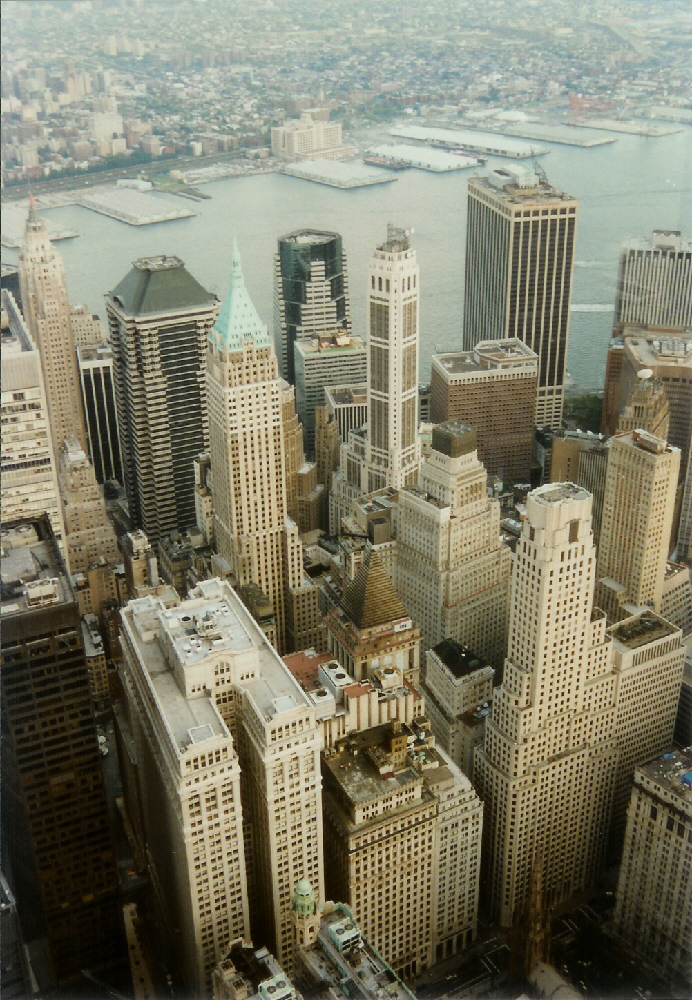
20 Exchange Place rechts der Bildmitte, 40 Wall Street links (Annotierte Aufnahme[6] aus dem World Trade Center 1997)
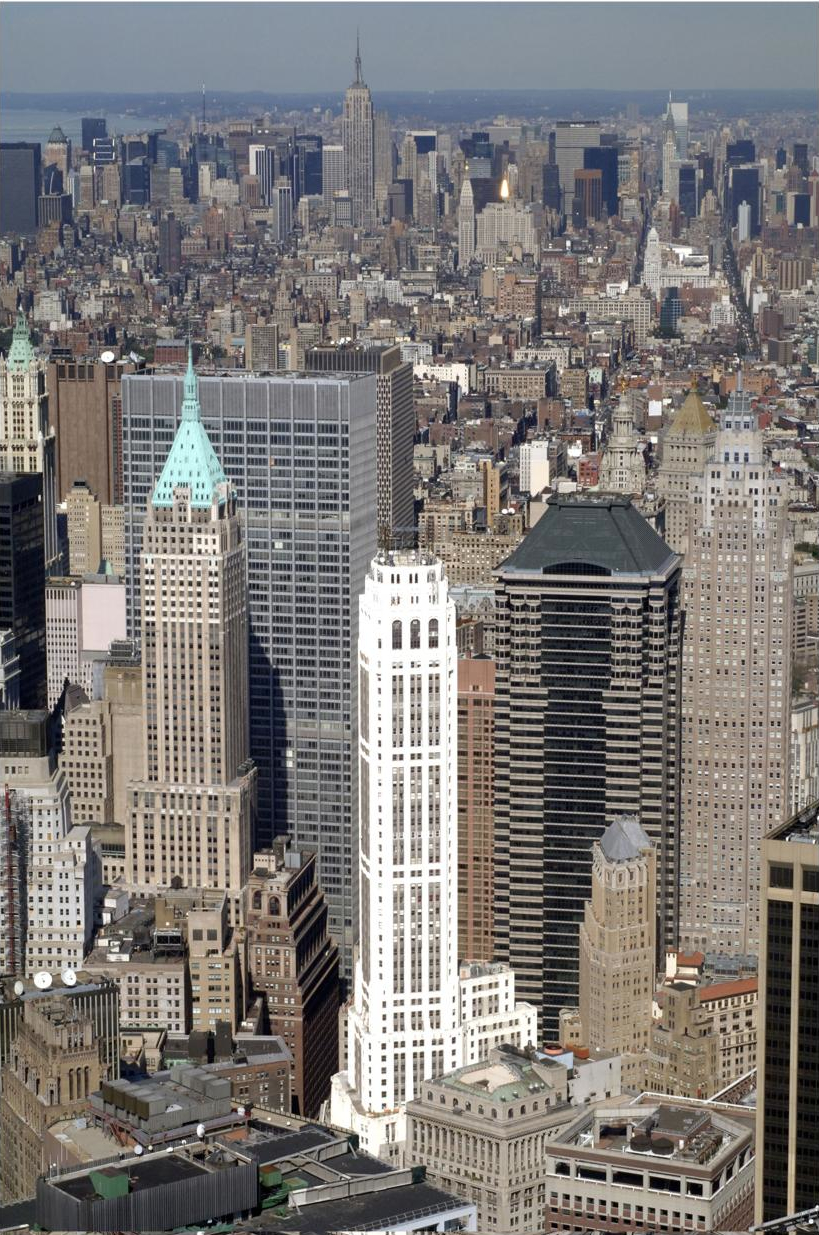
Helles 20 Exchange Place prominent in Bildmitte, 60 Wall Street und 70 Pine Street rechts. Empire State Building weit im Hintergrund. (2010)
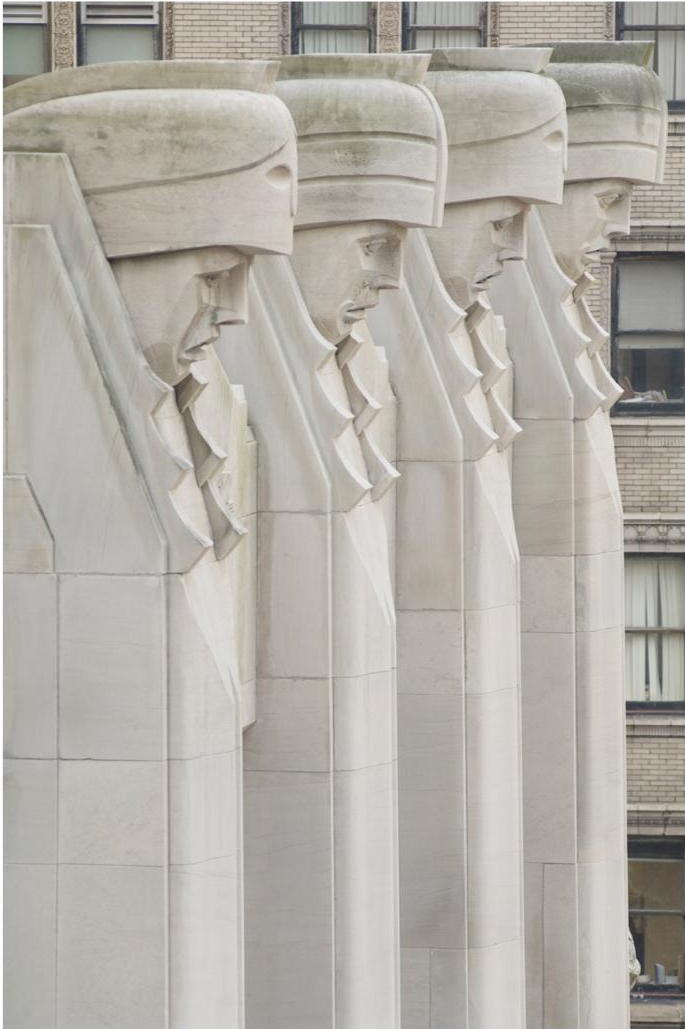
Steinerne Statuen an der Fassade als „Giganten der Finanzen“